# Astroblepus phelpsi
Astroblepus phelpsi är en fiskart som beskrevs av Schultz, 1944. Astroblepus phelpsi ingår i släktet Astroblepus och familjen Astroblepidae. Inga underarter finns listade.